# Tomás Iglesias y Barcones
Tomás Iglesias y Barcones (Villafranca del Bierzo, 1803-Madrid, 1874) fue un religioso español, obispo de Mondoñedo y patriarca de las Indias Occidentales.

## Biografía
Nació el 25 de agosto de 1803 en la localidad leonesa de Villafranca del Bierzo. fue patriarca de las Indias desde el 27 de noviembre de 1851, además de, previamente, obispo de Mondoñedo. Falleció el 8 de mayo de 1874 en Madrid. Iglesias, cuyas exequias se celebraron en la iglesia de la Encarnación, oficiando el obispo auxiliar de Madrid, fue enterrado en la iglesia de Montserrat. Había ocupado el cargo de senador vitalicio la última década del reinado de Isabel II.